# Бугрышка
Бугрышка — река в России, протекает по Малопургинскому району Удмуртской Республики. Левый приток реки Бобинка.

## География
Длина реки — 14 км. Бугрышка начинается в лесу около села Уром. Течёт на юго-восток, Уром и одноимённая станция остаются по левому берегу. Ниде по течению по левому берегу деревня Бугрыш, в ней река запружена. Ниже по левому берегу деревня Пытцам, затем на двух берегах деревня Бажаново, в которой Бугрышка снова запружена. Ниже на правом берегу деревня Лебедевка, на левом — Косоево. Бугрышка впадает в Бобинку в 17 км от устья последней.

## Данные водного реестра
По данным государственного водного реестра России относится к Камскому бассейновому округу, водохозяйственный участок реки — Иж от истока и до устья, речной подбассейн реки — бассейны притоков Камы до впадения Белой. Речной бассейн реки — Кама.
Код объекта в государственном водном реестре — 10010101212111100027262.